# 瓦氏硬殼寄居蟹
瓦氏硬殼寄居蟹（学名：Calcinus vachoni）为活額寄居蟹科硬殼寄居蟹屬下的一个种。